# Adventure Express
Adventure Express is een stalen hybride mijntreinachtbaan in het Amerikaanse attractiepark Kings Island. De door Arrow Dynamics gebouwde baan werd in 1991 geopend.

## De rit
De rit begint met 2 tunnels met waarschuwingsborden gevolgd door de eerste optakeling. Na een aantal bochten en afdalingen komt de trein door de derde tunnel. De tweede optakeling bevindt zich ook in een tunnel gethematiseerd met trommelende beelden. Na de tweede optakeling bevindt zich echter geen afdaling maar het station.

## Locatie
Adventure Express ligt in het parkdeel Oktoberfest vlak bij Bubba Gump's Shrimp Shack en de Sling Shot.
Huidig: 
Adventure Express ·
Backlot Stunt Coaster ·
Banshee ·
The Bat ·
Diamondback ·
Flight of Fear ·
Great Pumpkin Coaster ·
Invertigo ·
Mystic Timbers ·
Orion ·
Snoopy's Soap Box Racers ·
The Beast ·
The Racer · 
Woodstock Express ·
Woodstock’s Air Rail
Verdwenen: 
Bat ·
Bavarian Beetle ·
Demon ·
Firehawk ·
King Cobra ·
Scooby's Ghoster Coaster ·
Son of Beast ·
Vortex